# Benadade II
Benadade II, quiçá Adadidri (em acádio: 𒀭𒅎𒀉𒊑; romaniz.: dIM-id-ri) ou Hadadezer dos registros assírios, foi rei de Arã-Damasco, coetâneo de Acabe (r. 873–853 a.C.) do Reino de Israel. Talvez fosse filho de Benadade I.

## Reinado
Inicialmente, Benadade II guerreou contra Acabe, cercando a capital recém-erigida de Samaria. Benadade foi duro nos termos de rendição e Acabe não cedeu. Diz-se que, pela intervenção divina, o israelita venceu os sitiadores decisivamente na Batalha de Apeque. Benadade foi poupado e voltou ao seu reino.  Em 893 a.C., Benadade II declarou guerra contra Jorão,  (r. 852–841 a.C.), filho de Acabe, do Reino de Israel, porém seus planos foram frustrados pelo profeta Eliseu. Poucos anos depois, ele renovou suas hostilidades, cercou a Samaria e a reduziu a quase nada, conforme o profeta havia lhe dito, e o cerco foi inexplicavelmente levantado. No ano seguinte, Benadade ordenou ao seu oficial Hazael que entregasse os presentes a Eliseu, a fim de perguntar sobre as enfermidades que o rei sírio estava sofrendo. Eliseu, porém, disse que a enfermidade não era mortal, mas que seu período de vida era curto. Em 843 a.C., foi assassinado por Hazael, que usurpou o trono.